# جون باومان
جون باومان (بالنرويجية البوكمول: Johan Baumann)‏ هو سائق زلاجة ‏ وسياسي نرويجي، ولد في 8 أغسطس 1934 في أوسلو في النرويج. حزبياً، نشط في حزب المحافظين.

## روابط خارجية
- جون باومان على موقع IMDb (الإنجليزية)